# Secorún
Secorún (en  aragonés Secrún)  es una localidad despoblada perteneciente al municipio de Sabiñánigo, en la comarca del Alto Gállego, provincia de Huesca, Aragón. Se sitúa en la zona histórica de Serrablo, y la comarca natural de la Guarguera.

## Geografía
Núcleo hoy despoblado y en ruinas, situado a 1047 metros de altitud en el valle del río Guarga o Guarguera. Conserva en sus inmediaciones la ermita de Santiago de estilo románico.

## Historia
Entre 1062 y 1093 su tenente fue Sancho Aznarez I de Bagón, siéndolo también de Ainielle, Castejón de Sobrarbe, Biescas, San Esteban, Perarrúa y Senegüé.

## Demografía

### Localidad
Datos demográficos de la localidad de Secorún desde 1900:
| 96                    | 118 | 89 | 90 | 114 | 81 | -- | -- | -- | -- | -- | -- |
| (Fuente: IAEST e INE) |     |    |    |     |    |    |    |    |    |    |    |

- No figura en el Nomenclátor desde el año 1960.
- Datos referidos a la población de derecho.

### Antiguo municipio
Datos demográficos del municipio de Secorún desde 1842:
| 338           | 1251 | 1190 | 1296 | 1257 | 1167 | 1203 | 1211 | 1059 | 1416 | 1216 | 805 | -- | -- |
| (Fuente: INE) |      |      |      |      |      |      |      |      |      |      |     |    |    |

- En el censo de 1842 se denominaba Secorún, Valle de Serrablo.
- Entre el censo de 1857 y el anterior, crece el término del municipio porque incorpora a Bescós de Sarrablo, Espín, Matidero, Sobás y Orús.
- Entre el censo de 1887 y el anterior, crece el término del municipio porque incorpora a Bara y Miz.
- Entre el censo de 1930 y el anterior, crece el término del municipio porque incorpora a Used.
- Entre el censo de 1960 y el anterior, este municipio desaparece porque cambia de nombre y aparece como el municipio de Laguarta.
- Datos referidos a la población de derecho, excepto en los censos de 1857 y 1860, que se refieren a la población de hecho.

## Ermita de Santiago
Románica, siglo XII. Planta rectangular, ábside semicircular con bóveda de cuarto de esfera. Está construida con sillarejo. Puerta con arco de medio punto en el muro sur. Está en ruinas.